# بوستان (بابويي)
بوستان (بالفارسية: بوستان) هي قرية تقع في إيران في قسم بابويي الريفي. يقدر عدد سكانها بـ 1,019 نسمة .